# Premio Sebastiane
De Premio Sebastiane is een Spaanse filmprijs die sinds 2000 jaarlijks wordt uitgereikt tijdens het Internationaal filmfestival van San Sebastián voor een film of documentaire die het best de waarden en de realiteit van lesbiennes, homo's, biseksuelen en transgenders weerspiegelt.

## Achtergrond
De prijs is vernoemd naar de film Sebastiane uit 1976, geregisseerd door Derek Jarman, die het verhaal volgt van Sint-Sebastiaan. Sint-Sebastiaan is de patroonheilige van San Sebastián, de plaats waar het festival wordt gehouden, en daarnaast wordt hij gezien als belangrijk symbool voor homoseksuelen. Deze combinatie heeft ertoe geleid dat de prijs naar hem is vernoemd.

## Lijst van winnaars
| Jaar                | Film                          | Regisseur                      | Land                       |
| ------------------- | ----------------------------- | ------------------------------ | -------------------------- |
| 2000 (48ste editie) | Krámpack                      | Cesc Gay                       | Spanje                     |
| 2001 (49ste editie) | Le fate ignoranti             | Ferzan Özpetek                 | Italië                     |
| 2002 (50ste editie) | Tani Tatuwen Pyabanna         | Asoka Handagama                | Sri Lanka                  |
| 2003 (51ste editie) | Le Soleil assassiné           | Abdelkrim Bahloul              | Algerije                   |
| 2004 (52ste editie) | Beautiful Boxer               | Ekachai Uekrongtham            | Thailand                   |
| 2005 (53ste editie) | Malas temporadas              | Manuel Martín Cuenca           | Spanje                     |
| 2006 (54ste editie) | Estrellas de la Línea         | Chema Rodríguez                | Guatemala                  |
| 2007 (55ste editie) | Caramel                       | Nadine Labaki                  | Libanon                    |
| 2008 (56ste editie) | Vicky Cristina Barcelona      | Woody Allen                    | Verenigde Staten           |
| 2009 (57ste editie) | Contracorriente               | Javier Fuentes-León            | Peru                       |
| 2010 (58ste editie) | 80 egunean                    | José María Goenaga, Jon Garaño | Spanje                     |
| 2011 (59ste editie) | Albert Nobbs                  | Rodrigo García                 | Ierland                    |
| 2012 (60ste editie) | Joven y alocada               | Marialy Rivas                  | Chili                      |
| 2013 (61ste editie) | Dallas Buyers Club            | Jean-Marc Vallée               | Verenigde Staten           |
| 2014 (62ste editie) | Une nouvelle amie             | François Ozon                  | Frankrijk                  |
| 2015 (63ste editie) | Freeheld                      | Peter Sollett                  | Verenigde Staten           |
| 2016 (64ste editie) | Bar Bahar                     | Maysaloun Hamoud               | Israël                     |
| 2017 (65ste editie) | 120 battements par minute     | Robin Campillo                 | Frankrijk                  |
| 2018 (66ste editie) | Girl                          | Lukas Dhont                    | België                     |
| 2019 (67ste editie) | Monos                         | Alejandro Landes               | Colombia                   |
| 2020 (68ste editie) | Falling                       | Viggo Mortensen                | Canada Verenigd Koninkrijk |
| 2021 (69ste editie) | The Power of the Dog          | Jane Campion                   | Australië Nieuw-Zeeland    |
| 2022 (70ste editie) | Something You Said Last Night | Luis De Filippis               | Canada Zwitserland         |

## Sebastiane Latino
Sinds 2013 wordt de Sebastiane Latino uitgereikt. Deze onderscheiding probeert de LGBT-waarden in de Latijnse Gemeenschap te promoten. Dit is ontstaan dankzij de nauwe relatie die het Festival heeft met Latijns-Amerika.
| Jaar                | Film                 | Regisseur               | Land       |
| ------------------- | -------------------- | ----------------------- | ---------- |
| 2013 (61ste editie) | Quebranto            | Roberto Fiesco          | Mexico     |
| 2014 (62ste editie) | Praia do Futuro      | Karim Aïnouz            | Brazilië   |
| 2015 (63ste editie) | Mariposa             | Marco Berger            | Argentinië |
| 2016 (64ste editie) | Rara                 | Alicia Scherson         | Chili      |
| 2017 (65ste editie) | Una mujer fantástica | Sebastián Lelio         | Chili      |
| 2018 (66ste editie) | Las herederas        | Marcelo Martinessi      | Paraguay   |
| 2019 (67ste editie) | Temblores            | Jayro Bustamante        | Guatemala  |
| 2020 (68ste editie) | Las mil y una        | Clarisa Navas           | Argentinië |
| 2021 (69ste editie) | Medusa               | Anita Rocha Da Silveira | Brazilië   |
| 2022 (70ste editie) | Sublime              | Mariano Biasin          | Argentinië |